# Krobu
El krobo o krobou és una llengua que pertany a la família de les llengües Kwa, ubicades al continent africà. Aquesta llengua és parlada, sobretot, a Costa d'Ivori, i el seu nombre de parlants és d'aproximadament uns 9.920.

## Característiques gramaticals
El krobou, com la resta de llengües kwa, és una llengua flexiva i tonal. Està caracteritzada per tenir una harmonia vocàlica. Pel que fa a la gramàtica, l'ordre sintàctic de les oracions correspon a SVC (Subjecte + Verb + Complements). En els sintagmes nominals l'ordre establert és de nom, seguit d'adjectiu, que al seu torn és seguit per un demostratiu, si és que n'hi ha, al sintagma.

### Pronoms personals

#### Pronoms amb funció de subjecte
|            | Singular | Plural                                  |
| 1ª persona | mɛ̰       | nɛ̰                                      |
| 2ª persona | bo       | be                                      |
| 3ª persona | o        | a Arxivat 2015-04-02 a Wayback Machine. |

#### Pronoms amb funció d'objecte
|            | Singular | Plural |
| 1ª persona | mɛ̰́       | nɛ̰́     |
| 2ª persona | bó       | bé     |
| 3ª persona |          |        |

### Pronoms possessius
Quant als pronoms possessius, hi ha dues
maneres d'establir una possessió per part d'allò posseeix i d'allò que és posseït. Una manera és el pronom o adjectiu possessiu, i l'altra, una construcció anomenada “sintagma de genitiu”.
El krobu té un sistema de sis pronoms o adjectius possessius, que corresponent a la persona i al nombre.
|            | Singular | Plural |
| 1ª persona | mɛ̰́       | nɛ̰́     |
| 2ª persona | bō       | bē     |
| 3ª persona | ó        | á      |